# Aytré

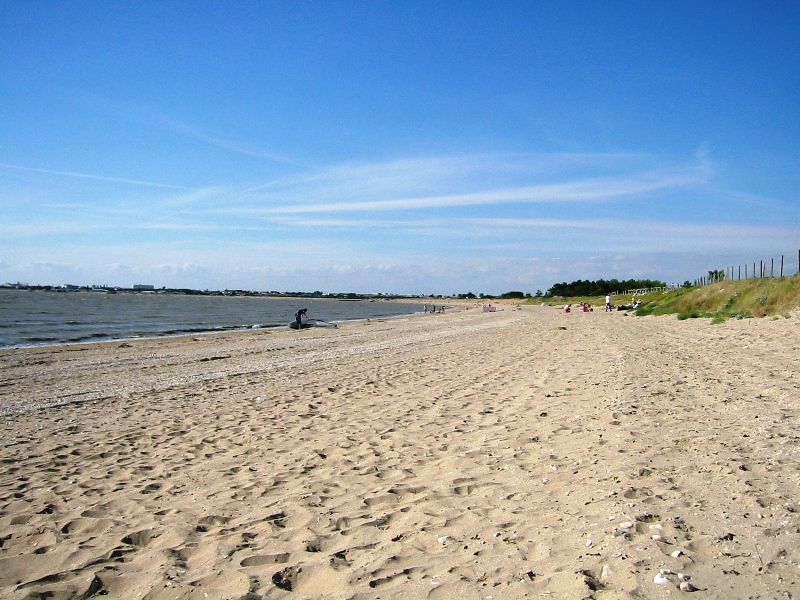
Plaża w pobliżu Aytré

Aytré – miejscowość i gmina we Francji, w regionie Nowa Akwitania, w departamencie Charente-Maritime.
Według danych na rok 1990 gminę zamieszkiwało 7786 osób, a gęstość zaludnienia wynosiła 637 osób/km² (wśród 1467 gmin regionu Poitou-Charentes Aytré plasuje się na 17. miejscu pod względem liczby ludności, natomiast pod względem powierzchni na miejscu 715.).